# Симонсен, Эли
Э́ли Си́монсен (фар. Eli Simonsen; род. 3 сентября 1990 года в Клаксвуйке, Фарерские острова) — бывший фарерский футболист, полузащитник, выступавший за клубы «КИ» и «Б68».

## Клубная карьера
Эли — воспитанник клаксвуйкского «КИ». Свою первую игру в премьер-лиге Фарерских островов он сыграл 19 августа 2007 года, это была встреча с клубом «Б71». Всего в своём дебютном сезоне Эли принял участие в 2 матчах фарерского первенства. В 2008—2009 годах он был игроком ротации состава и отыграл в общей сложности 34 встречи. По итогам сезона-2009 «КИ» вылетел из премьер-лиги, и Эли решил покинуть команду. Его новым клубом стал тофтирский «Б68». Эли сыграл в 21 матче чемпионата за новый клуб в сезоне-2010. 11 июня 2011 года он забил свой первый гол в премьер-лиге, поразив ворота столичного «ХБ». Всего Эли принял участие в 11 матчах того сезона, отметившись 2 забитыми мячами.
В 2012 году Эли покинул «Б68» и начал выступления за Университет Джона Брауна в студенческой лиге США. Во время студенческих каникул он также играл за родной «КИ» и его фарм-клубы. Закончив обучение в США, Эли провёл 1 сезон в третьем составе коллектива из Клаксвуйка, а затем принял решение завершить свою футбольную карьеру.

## Международная карьера
В 2005—2006 годах Эли играл за юношескую сборную Фарерских островов до 17 лет, приняв участие в 10 матчах. В 2007 году он был членом юношеской сборной Фарерских островов до 19 лет и отыграл за неё 2 встречи.